# إيزابيل نيلسي
إيزابيل نيلسي (بالإنجليزية: Isabelle Nélisse)‏ طفلة كندية اشتهرت بدورها التمثيلي في فيلم ماما وفيلم (Whitewash) عام 2013 وفي المسلسل التلفزيوني (Mirador) عام 2010. ورغم صغر سنها إلا أنها تألقت في عدة مشاهد، وهي أخت الممثلة صوفي نيلسي.

## روابط خارجية
- إيزابيل نيلسي على موقع IMDb (الإنجليزية)
- إيزابيل نيلسي على موقع ألو سيني (الفرنسية)
- إيزابيل نيلسي على موقع أول موفي (الإنجليزية)
- إيزابيل نيلسي على موقع قاعدة بيانات الأفلام السويدية (السويدية)
- إيزابيل نيلسي على موقع قاعدة بيانات الفيلم (الإنجليزية)
- إيزابيل نيلسي على موقع كينوبويسك (الروسية)